# Christianus Cornelis Uhlenbeck
Christianus Cornelis Uhlenbeck (Voorburg, 18 oktober 1866 – Lugano (Zwitserland), 12 augustus 1951), zoon van Peter Frederik Uhlenbeck, was een Nederlands linguïst en antropoloog met een zeer ruime belangstelling'. Hij publiceerde boeken en artikelen over Germaanse en Balto-Slavische talen, Sanskriet, Baskisch en de taal van de Zwartvoetindianen van Noord-Amerika. Hij was hoogleraar aan de Gemeentelijke Universiteit Amsterdam en aan de Rijksuniversiteit Leiden.

## Jeugd
In Haarlem, waar zijn ouders in de jaren 1860 waren gaan wonen, bezocht Uhlenbeck de lagere school van Knoop en Prinsen Geerligs, de kleinzoon van de vermaarde docent P.J. Prinsen. Daar raakte hij goed bevriend met een klasgenoot, de later als christen-anarchist bekend geworden jhr. Felix Ortt (1866-1959), met wiens dochter Else hij tot zijn dood toe contact zou onderhouden. Bij de familie Ortt ontmoette hij waarschijnlijk de jonge Frederik van Eeden: de oudere zus van Felix, Henriette Ortt, was de grote jeugdliefde van de a.s. schrijver en Van Eeden kwam vaak bij de familie thuis.
Op 12 juli 1879 legde Uhlenbeck met goed gevolg admissie-examen af voor het Stedelijk Gymnasium te Haarlem. Hij kreeg er onder meer de latere WNT-redacteur J.W. Muller (1858-1945) als leraar Nederlands en geschiedenis. Zijn leraar Engels was Isaäc Esser Jr (1845-1920), een romanticus die onder het pseudoniem Soera Rana gedichten schreef en literaire vertalingen publiceerde. Ook de jonge Uhlenbeck dichtte: nog voor zijn eindexamen gymnasium A in juli 1885 publiceerde hij een bundel met romantische verzen onder de titel Gedachten en droomen (1885). De kritiek oordeelde er niet al te gunstig over en van de dichter Uhlenbeck is nooit meer iets vernomen, al ademen zijn vroege wetenschappelijke geschriften wel eenzelfde romantische geest. Op het eindexamen had hij zowel voor Nederlands als voor Grieks het hoogst mogelijke cijfer, te weten een vijf (= tien).

## Studie
Op 17 september 1885 liet Uhlenbeck zich als student aan de Leidse universiteit inschrijven om er Nederlandse letteren te gaan studeren. Hij gold er al spoedig als een briljant student. Zijn financiële situatie noopte hem ertoe om snel te studeren en geen lid te worden van een studentenvereniging, zodat hij weinig contact had met medestudenten. Drie jaar later, op 1 oktober 1888, promoveerde hij bij Hendrik Kern tot doctor in de Nederlandse letterkunde op een 77 pagina's tellend proefschrift over de Verwantschapsbetrekkingen tusschen de Germaansche en Baltoslavische talen, een werk dat hij later zelf zou bestempelen als een zeer mediocre dissertatie, een prul. Daartoe geïnspireerd door een opmerking van Matthias de Vries had hij op een onderwerp uit het Baskisch willen promoveren, maar zijn hoogleraren, estupefactos als ze waren door Uhlenbecks voornemen, wilden daar geen toestemming voor geven. Van de 27 aan het proefschrift toegevoegde stellingen waren er zeven aan het Baskisch gewijd. Uhlenbecks Baskische Studien (Amsterdam 1892) bevatten de uitwerking en onderbouwing van een aantal van deze stellingen. Voor zijn vroege studies over het Baskisch maakte Uhlenbeck onder meer gebruik van het werk van de Nederlandse baskoloog jonkheer Willem Jan van Eys (1825-1914), een familielid overigens van Felix Ortt. Van Eys' Essai de grammaire de la langue basque werd in 1865 uitgegeven door de Amsterdamse kunsthandelaar en bibliofiel C.M. van Gogh, een oom van de schilder. Na het overlijden van Van Eys werd zijn uitgebreide en aan hoogst zeldzame boeken overrijke Baskische bibliotheek aan de Leidse universiteitsbibliotheek ten geschenke gegeven (Het Boek 1916, 172; cf. NRC 21-9-1914); een deel ervan werd evenwel door de weduwe eerst in bruikleen gegeven aan Uhlenbeck, die het voor zijn emigratie naar Zwitserland overdroeg aan de Leidse bibliotheek. In zijn The History of Basque (1997) oordeelde R.L. Trask niet erg gunstig over het werk van Van Eys, maar voor Uhlenbeck was Van Eys in 1892 nog der verdienstvolle gelehrte die met zijn werken een lichtstraal geworpen had in das mystische dunkel, womit die Eskuara umgeben war. Van Eys was overigens zeer verrast toen hij een presentexemplaar ontving van Uhlenbecks Baskische Studien: in Nederland had er nooit enige aandacht voor het Baskisch bestaan, schreef Van Eys aan een Franse collega.

## Loopbaan
De jonge doctor werd op 3 november 1888 benoemd als leraar aan het Stedelijk Gymnasium te Leeuwarden, mede op aanbeveling van zijn oud-docent, de Leidse historicus R. Fruin; het betrof een tijdelijke betrekking. In de cursus 1888-1889 gaf hij in Leeuwarden 18 uur per week les in de vakken geschiedenis en aardrijkskunde. Zijn collega voor Nederlands was R.C. Boer, de taalgeleerde die hem in 1899 als hoogleraar aan de Amsterdamse universiteit zou opvolgen.
In 1890 vertrok Uhlenbeck in opdracht van de regering naar Rusland om een onderzoek in te stellen naar archivalia die van belang waren voor de Nederlandse geschiedenis. Hij bezocht onder meer St. Petersburg, Dorpat en Moskou, waarbij de Russische taal kennelijk geen probleem voor hem was. Op 23 februari 1891 trad hij aan als invalkracht aan de Leidsche HBS, waar hij een zieke docent Nederlands verving. Met ingang van 1 september 1891 werd Uhlenbeck als leerling-redacteur verbonden aan de redactie van het Woordenboek der Nederlandsche Taal. In zijn leerjaar kreeg hij zijn opleiding van niemand minder dan Matthias de Vries zelf, de grondlegger van het WNT en hoogleraar Nederlands te Leiden.
In augustus 1892 vertrok hij naar de Universiteit van Amsterdam om er als buitengewoon hoogleraar onder meer Sanskriet te gaan doceren. Op 26 september 1892 hield hij er zijn inaugurele rede over De plaats van het Sanskrit in de vergelijkende taalwetenschap. En in 1899 keerde hij naar Leiden terug, dit keer om zijn overleden leermeester P.J. Cosijn (1840-1899) op te volgen als hoogleraar Oudgermaans. Hij ontwikkelde zich verder tot een Humboldtiaans linguïst die zich bij voorkeur met Baskisch, Eskimo en Blackfoot bezighield en verklaringen voor taalkundige verschijnselen graag zocht in de zogeheten etnopsychologie. Als Leids hoogleraar was hij de promotor van de latere hoogleraren Jac. van Ginneken en Gerlach Royen en docent voor de neerlandicus C.B. van Haeringen en de taalkundige gids van de anglist Etsko Kruisinga.
In de zomer van 1910 vergezeld door zijn promovendus J.P.B. de Josselin de Jong en in 1911 vergezeld door zijn vrouw Willy (Wilhelmina Maria) Uhlenbeck-Melchior verrichtte Uhlenbeck zijn taalstudies op de Blackfeet Reservation te Montana. Zijn vrouw hield daar een dagboek bij dat met het werk van haar man over de zomers van 1910 en 1911 ('Original Blackfoot Texts' (1910) en 'New Series of Blackfoot Text (1911)'), is opgenomen in Montana 1911, a Professor and his Wife among the Blackfeet.

## Andere activiteiten
In 1926 ging Uhlenbeck om gezondheidsredenen met vervroegd emeritaat. Tot op hoge leeftijd is hij – vanuit Zwitserland, waar hij zich in 1936 gevestigd had – wetenschappelijk en publicistisch actief gebleven. Uhlenbecks reputatie in het eerste kwart van de 20e eeuw was van dien aard dat hij, inmiddels Leids emeritus, uitgenodigd werd om voorzitter te worden van het eerste Internationale Linguïstencongres, dat in april 1928 in Den Haag plaatsvond. Over zijn rol als voorzitter was hij achteraf zelf weinig tevreden. Op instigatie van E. Kruisinga, die bij hem in Leiden colleges had gevolgd, trad hij toe tot het bestuur van de Stichting School voor Taal en Letterkunde in 's-Gravenhage, een instelling waar leraren MO werden opgeleid. Eerder al, begin jaren 1920, was hij door zijn oud-plaatsgenoot Frederik van Eeden en diens mede-significi uitgenodigd om lid te worden van een op te richten Internationaal Instituut voor Wijsbegeerte. Verder zou hij in de Encyklopaedie der Signifiek moeten schrijven over kunstmatige en spontane neologismen. Op deze uitnodigingen is Uhlenbeck niet ingegaan. Het is met name Uhlenbecks oud-promovendus Jac. van Ginneken geweest die op Uhlenbecks medewerking had aangedrongen. Binnen de significa als geheel werd ook de etnologische significa onderscheidden. Naar de mening van de significus Jacob Israël de Haan was vooral door Uhlenbeck en zijn leerlingen gewezen op het belang van de etnologie voor de significa.

## Diversen
- In het detectiveverhaal The Chinese Lake Murders (1960), een van de welbekende Rechter Tie-verhalen, in het Nederlands verschenen als Meer van Mien-Yuan en in 1952 geschreven door zijn oud-leerling Robert van Gulik, komt Uhlenbeck voor als de romanfiguur Dr Djang. Deze geëmeriteerde hoogleraar wordt beschuldigd van een duistere misdaad, maar hij blijkt aan het eind van het boek geheel en al onschuldig te zijn.
- Als Professor De Ruiter komt Uhlenbeck voor in Annie Salomons' Een meisje-studente (1907).
- Hij is lid van de familie Uhlenbeck, de taalkundige E.M. Uhlenbeck, eveneens hoogleraar te Leiden, was de zoon van een neef van Uhlenbeck.
- De Uhlenbeckkade te Leiden is naar Uhlenbeck genoemd.

## Enkele publicaties
- De verwantschapsbetrekkingen tusschen de germaansche en baltoslavische talen. B. Blankenberg, 1888. [vi, 77 p.]. Dissertatie. Promotor: J.H.C. Kern.
- Vertaling van Johannes Franck, Etymologisch woordenboek der Nederlandsche taal. Martinus Nijhoff, 1892, afl. 9 en 10 [kol. 994-1238, sukkelen-zwoord]
- Medewerking aan het Woordenboek der Nederlandsche Taal. Deel X: O — OOILAM. Onder redactie van M. de Vries, Eelco Verwijs en A. Kluyver, mmv C.C. Uhlenbeck en W.L. de Vreese. [X-12 onpartijdig-ontoerekenbaar [1891]: Kluyver mmv Uhlenbeck en De Vreese X-13 ontoerekenbaar-onvast. [1892]: Kluyver mmv Uhlenbeck en De Vreese]. Nijhoff 1893.
- ‘Over de etymologische wetenschap’. Taal en Letteren 6 (1896), 221-226.
- Kurzgefasstes etymologisches Wörterbuch der gotischen Sprache. Joh. Müller, 1896. viii, 174 pp.
- Kurzgefasstes etymologisches Wörterbuch der altindischen Sprache. Johannes Müller, 1898. xii, 367 pp.
- De onderlinge verhouding der Oudgermaansche tongvallen en hunne plaats in den Indogermaanschen taalstam. Inaugurele rede. Brill 1899. 33 pp.
- Recensie van Francks Etymologisch woordenboek der Nederlandsche taal. Tweede druk door Dr. N. Van Wijk. Nijhoff 1910-1911. Museum 18 (1911), kol. 334-335.
- C. C. Uhlenbeck, and R. H. van Gulik. An English-Blackfoot vocabulary, based on material from the Southern Peigans. N.V. Noord-Hollandsche Uitgevers-Maatschappij, 1930. [263 pp.] (Verhandelingen der Koninklijke Akademie van Wetenschappen, Afdeeling Letterkunde, N.R. 29/4).
- C. C. Uhlenbeck and R. H. van Gulik. A Blackfoot-English vocabulary, based on material from the Southern Peigans. N.V. Noord-Hollandsche Uitgevers-Maatschappij, 1934. 380 pp. (Verhandelingen der Koninklijke Akademie van Wetenschappen, Afdeeling Letterkunde, N.R. 33/2).